# Deirdre McCloskey
Deirdre Nansen McCloskey, née le 11 septembre 1942 à Ann Arbor, dans le Michigan, est une économiste américaine, professeure émérite d'économie et d'histoire à l'université de l'Illinois à Chicago et femme trans. Spécialiste de l'histoire du capitalisme, elle a écrit 18 ouvrages. Elle est connue pour avoir critiqué la rhétorique de la science économique.

## Biographie
Elle est maître de conférences en 1968 à l’université de Chicago, tout en préparant une thèse de doctorat d'économie qu'elle soutient en 1970 sous la direction d'Alexander Gerschenkron à l'université Harvard, où son père est professeur de sciences politiques. Elle est titularisée en 1975 et prend un poste à l'université de l'Iowa. Elle revient enseigner à Chicago, à l'université de l’Illinois, de 2000 à 2015. Elle est professeure émérite depuis 2015.

### Activités de recherche et éditoriales
Son premier livre, The Rhetoric of Economics est suivi de If You’re So Smart. The Narrative of Economic Expertise (1990), Knowledge and Persuasion in Economics (1994) et, The Secret Sins of Economics (2002). Elle mène une enquête sur les changements économiques en Europe de l’Ouest au XVIIIe siècle, puis dans le reste du monde aux XIXe et XXe siècles, et publie les résultats dans une trilogie intitulée The Bourgeois Era : The Bourgeois Virtues. Ethics for an Age of Commerce (2006), Bourgeois Dignity. Why Economics Can’t Explain the Modern World (2010) et Bourgeois Equality : How Ideas, Not Capital or Institutions, Enriched the World (2016).
Un seul de ses ouvrages est pour l'instant disponible en français, Les Péchés secrets de la science économique (The Secret Sins of Economics) traduit en 2017.

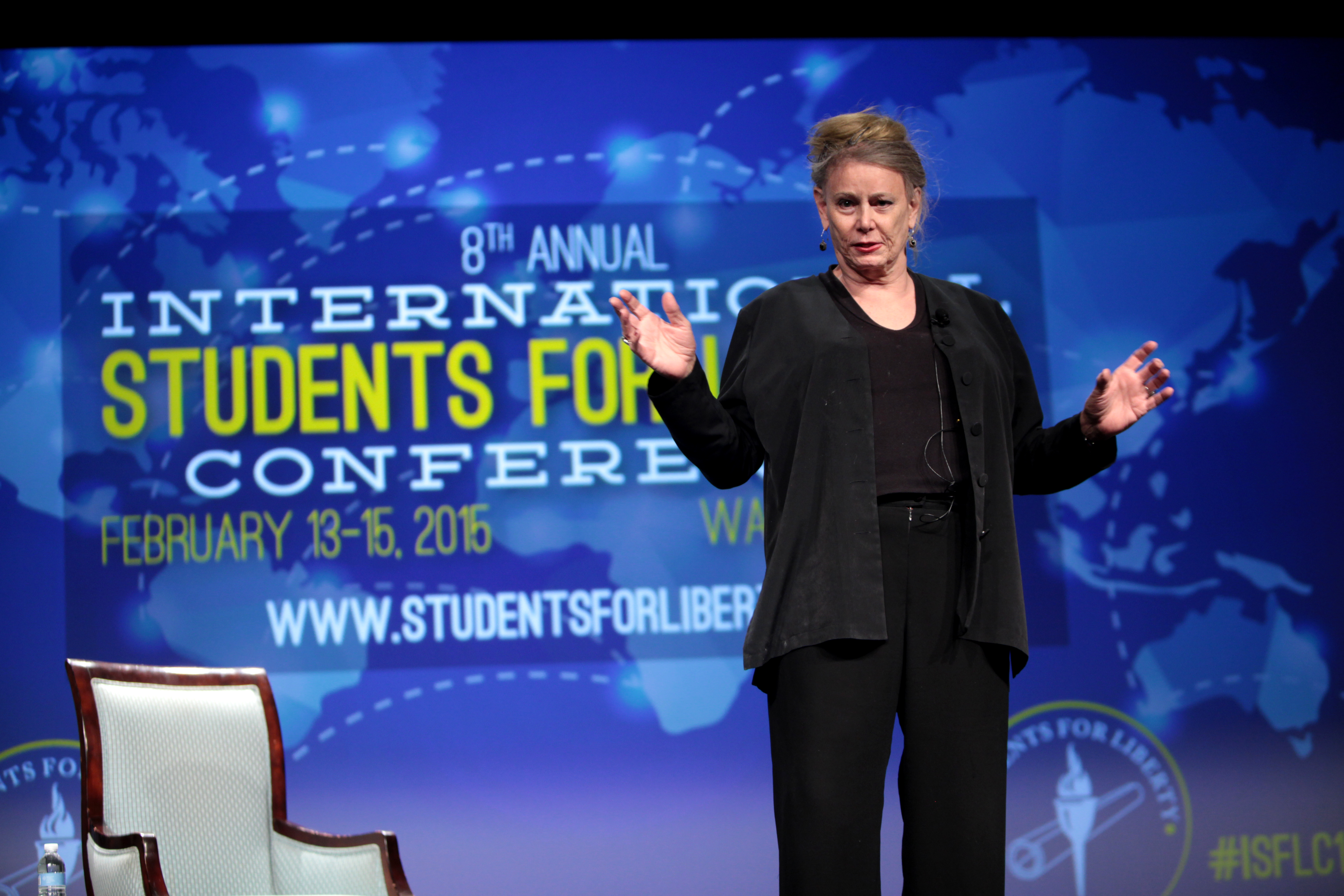
Deirdre McCloskey à la conférence internationale de Students for Liberty à Washington en 2015.

### Vie privée
Assignée homme à la naissance, elle est mère de deux enfants et a trois petits enfants. Elle effectue sa transition de genre en novembre 1995. Elle publie un best-seller en 1999, un témoignage sur son histoire, Crossing. A Memoir. Elle est membre du conseil de l'Institute for Gay and Lesbian Strategic Studies.

## Distinctions
- Docteur honoris causa de l'université de Göteborg (2007)
- Docteur honoris causa de l'université nationale d'Irlande à Galway (2008)[5]
- Docteur honoris causa de l'université Francisco Marroquín (2012)
- Docteur honoris causa de l'université du Sud de l'Illinois à Carbondale (2012)
- Docteur honoris causa de l'École de commerce de Copenhague (2012)
- Docteur honoris causa de l'université de Jönköping (2012)
- Docteur honoris causa de l'université Denison (2015)
- Docteur honoris causa de la Vrije Universiteit Brussel (2017)

## Publications

### Ouvrages de recherche
- Les péchés secrets de la science économique, trad. Patrick Hersant, Genève, Éditions Markus Haller, 2016  (ISBN 9782940427291).
- Why liberalism works: how true liberal values produce a freer, more equal, prosperous world for all (2019), Yale University Press.  (ISBN 978-0300235081)
- avec S. Ziliak, The Cult of Statistical Signifiance : How the Standard Error Costs Us Jobs, Justice, and Lives, The University of Michigan Press, 2008.
- Knowledge and Persuasion in Economics, New York, Cambridge University Press, 1994.
- « Rhetoric », The New Palgrave Dictionary of Economics, Londres, Macmillan, 1987.
- The Rhetoric of Economics, Madison, The University of Wisconsin Press, 1985,  (ISBN 978-0299158149)
- Bourgeois Dignity: Why Economics Can't Explain the Modern World
- Bourgeois Equality: How Ideas, Not Capital or Institutions, Enriched the World
- The Bourgeois Virtues: Ethics for an Age of Commerce

### Autres essais
- Crossing. A Memoir, University of Chicago Press, 1999,  (ISBN 978-0226556680)